# Hypostomus pusarum
Hypostomus pusarum är en fiskart som först beskrevs av Starks, 1913.  Hypostomus pusarum ingår i släktet Hypostomus och familjen Loricariidae. Inga underarter finns listade i Catalogue of Life.